# سامح علي
سامح علي لاعب كرة قدم مصري في مركز حراسة المرمى ، ويلعب حاليًا لنادي حرس الحدود.

وقد بدأ مسيرته في الدوري الممتاز مع غزل المحلة موسم 2008–2009 ، ثم انتقل إلى نادي المنيا، ومنه إلى نادي الإنتاج الحربي، وفي 10 أغسطس 2016 تعاقد مسئولو حرس الحدود معه لمدة موسمين.